# Rudolf Hauer
Rudolf Hauer (* 9. Oktober 1878 in Wels, Oberösterreich; † 10. Juli 1964 in Linz) war ein österreichischer Beamter und Politiker (GDVP).

## Leben
Hauer trat 1898 als Rechnungspraktikant in den Postdienst und blieb seinem Arbeitgeber bis zu seiner Pensionierung im Jahre 1938 treu, wobei er als Postrechnungsrevident, Oberpostinspektor, Rechnungsdirektor und Regierungsrat tätig war. Zwischen 1918 und 1919 vertrat Hauer die Großdeutsche Volkspartei als Mitglied der Provisorischen Landesversammlung. Er war auch Obmann des nationalen Vereins der Staatsangestellten Oberösterreichs und Ausschussmitglied des oberösterreichischen Vereins für Naturkunde.